# Первоначальное накопление капитала
Первоначальное накопление капитала — согласно Карлу Марксу, исторический процесс, в ходе которого создавались условия для капиталистического производства. Понятие «первоначальное накопление капитала» было впервые введено в трудах Адама Смита и развито Марксом в виде теории первоначального накопления.

## Основные положения теории
Согласно данной теории, сущность первоначального накопления капитала состоит в следующем. Для осуществления капиталистического производства необходимы следующие условия: 1) наличие массы неимущих людей, юридически свободных, но лишённых средств производства и существования и потому вынужденных работать на капиталистов; 2) накопление богатств, необходимых для создания капиталистических предприятий. Эти условия и были созданы в процессе первоначального накопления капитала, протекавшего в Западной Европе с конца XV в. по XVIII в., а в других странах — до конца XIX века.
Первая сторона процесса первоначального накопления — насильственная экспроприация средств производства у массы мелких производителей (крестьян и ремесленников) и превращение их в неимущих пролетариев. Наиболее ярким проявлением этого процесса, по Марксу, стала массовая экспроприация крестьянства (т. н. «огораживания»), начавшаяся в конце XV века и достигшая наибольшего размаха в XVIII веке, в эпоху английской промышленной революции, когда она приобрела форму массового грабежа населения, санкционированного властью и законами:

«В XVIII столетии обнаруживается прогресс в том отношении, что сам закон становится орудием грабежа народной земли… Парламентской формой такого грабежа являются „Bills for Inclosures of Commons“ (законы об огораживании общинной земли), то есть декреты, при помощи которых лендлорды сами себе подарили народную землю на правах частной собственности, — декреты, экспроприирующие народ».

Сгон крестьян с земли осуществлялся с таким размахом, что к концу XVIII века в Англии практически исчезли независимые крестьяне, владевшие землёй — йомены. А в целом указанные процессы привели к образованию огромной армии наёмных рабочих, зарплата которых в течение этого периода «стала падать ниже минимума», и «её хватало лишь для удовлетворения абсолютно необходимых жизненных потребностей».
Вторая сторона процесса накопления капитала — аккумулирование богатств (земли, денег, средств производства, недвижимости и т. д.), необходимых для создания капиталистических предприятий. Здесь выделяется несколько источников:
1) Экспроприация личных наделов крестьян и имущества ремесленников; узурпация общинной крестьянской собственности; расхищение церковных имений; мошенническое отчуждение государственных земель.

«Уничтожение мелкого производства, превращение индивидуальных и раздробленных средств производства в общественно концентрированные, следовательно, превращение карликовой собственности многих в гигантскую собственность немногих, экспроприация у широких народных масс земли, жизненных средств, орудий труда, — эта ужасная и тяжёлая экспроприация народной массы образует пролог истории капитала… Экспроприация непосредственных производителей совершается с самым беспощадным вандализмом и под давлением самых подлых, самых грязных, самых мелочных и самых бешеных страстей».

Присвоенное … мошенническим способом государственное имущество наряду с землями, награбленными у церкви … составляют основу современных княжеских владений английской олигархии".

2) Ограбление других стран и территорий посредством колониального грабежа и работорговли.

«Открытие золотых и серебряных приисков в Америке, искоренение, порабощение и погребение заживо туземного населения в рудниках, первые шаги к завоеванию и разграблению Ост-Индии, превращение Африки в заповедное поле охоты на чернокожих — такова была утренняя заря капиталистической эры производства. Эти идиллические процессы составляют главные моменты первоначального накопления».

3) Система государственных займов, представлявшая собой ещё одну разновидность грабежа и спекуляции и способствовавшая обогащению финансовых дельцов.
4) Налоговая система, ускорявшая экспроприацию мелких собственников и способствовавшая обогащению откупщиков — представителей крупного капитала.
5) Система протекционизма — ещё одно средство, ускорявшее экспроприацию независимых производителей и способствовавшее накоплению крупных капиталов.

«Новорождённый капитал источает кровь и грязь из всех своих пор, с головы до пят».

Хотя методы первоначального накопления капитала применялись во всех основных странах Западной Европы, Маркс выделил пять из них, где они получили наибольшее распространение. Эти пять стран в ту эпоху являлись крупными колониальными державами.

«Различные моменты первоначального накопления распределяются, исторически более или менее последовательно, между различными странами, а именно: между Испанией, Португалией, Голландией, Францией и Англией. В Англии к концу XVII века они систематически объединяются в колониальной системе и системе государственных займов, современной налоговой системе и системе протекционизма. Эти методы отчасти покоятся на грубейшем насилии, как, например, колониальная система. Но все они пользуются государственной властью, то есть концентрированным и организованным общественным насилием, чтобы ускорить процесс превращения феодального способа производства в капиталистический…».

Профессор Российской экономической школы Владимир Попов пишет:

«Запад, таким образом, вырвался из мальтузианской ловушки не столько благодаря своей изобретательности, рожденной свободными университетами и правовыми гарантиями, сколько благодаря жестокости в переделе собственности, который позволил повысить норму сбережений, затрачивать больше средств на изобретения и реализовать эти изобретения „в металле“ через возросшие инвестиции. Используя сравнение Пола Кругмана, сделанное по другому поводу, можно сказать, что Запад разбогател не благодаря вдохновению (inspiration), но благодаря поту и крови (perspiration), или, чтобы быть более точным, благодаря безжалостному „большому толчку“ — ускорению накопления капитала, которое стало возможным только из-за роста неравенства после экспроприации мелких земельных собственников.»

## Упоминания теории
Максим Калашников в книге «Вперед, в СССР-2» утверждает, что индустриализация в Советском Союзе являлась ни чем иным, как отечественным вариантом первоначального накопления капитала, проводя аналогии между коллективизацией, раскулачиванием — и огораживаниями, ГУЛАГом и работными домами.
Профессор Seth Abrutyn отмечал, что марксова теория первоначального накопления в частности предоставляет механизмы, с помощью которых можно объяснить прерывистые эволюционные изменения.

## Критика теории первоначального накопления
Маркс сам в какой-то мере выразил сомнение в правильности созданной им теории первоначального накопления, описывая в главе 25 «Капитала» развитие капитализма в Северной Америке. Он цитировал современного ему автора Уэйкфилда, сетовавшего на то, что в США фермерам бесплатно раздают землю, вместо того чтобы взвинтить на неё цену и превратить фермеров в наёмных рабочих, — то есть на то, что там не применяют описанные Марксом «методы первоначального накопления». В результате, по мнению этого автора, в США сложились условия, совершенно непригодные для капиталистов. Зарплата американских рабочих была выше, чем у западноевропейских рабочих, предприниматели жаловались на «недостаток у них зависимости и чувства зависимости». К тому же очень часто рабочие сами становились предпринимателями или фермерами.
Однако несмотря на отсутствие «методов первоначального накопления» и несмотря на «антикапиталистическую язву», которой, по словам Маркса, оказалось заражено население Северной Америки, капиталистическое производство там развивалось быстрыми темпами.
А вот в Австралии сложилась противоположная ситуация. Там британское правительство заставляло рабочих-иммигрантов много лет за низкую зарплату работать на хозяев, чтобы в конце жизни получить клочок земли, которая стоила очень дорого. То есть способствовало их превращению в наёмных рабочих и препятствовало их превращению в фермеры. Но этот «метод первоначального накопления» не способствовал развитию Австралии и других британских колоний. «В высшей степени характерно, — пишет Маркс, — что английское правительство годами осуществляло этот метод „первоначального накопления“, рекомендованный г-ном Уэйкфилдом специально для применения в колониях. Неудача была столь же позорная, как провал банковского акта Пиля. Следствием было только то, что поток эмиграции от английских колоний был отклонен к Соединённым Штатам… Капиталистическое производство развивается там исполинскими шагами…», а вот в Австралии — стагнация, безработица и разгул проституции.
Противоречия между этими закономерностями, обнаруженными Марксом за пределами Европы, и теми, которые им были описаны для самой Европы, не помешали широкому распространению и признанию теории первоначального накопления, которая в течение целого столетия после выхода в свет «Капитала» являлась общепризнанной в научном мире, и никто не подвергал её сомнению.
Однако в 1960—1970-е годы теория Маркса подверглась критике со стороны группы экономистов и историков, проводивших исследование процесса западноевропейской индустриализации в XVII—XIX вв. По мнению французского историка Ж.Бержье, сделанные ими выводы опровергают марксистскую теорию первоначального накопления. Они сводятся к тому, что, во-первых, наличие капитала играло не главную, а второстепенную роль в индустриализации, а во-вторых, в подавляющем большинстве в роли промышленных капиталистов выступали не те, кто обогатился в результате «методов первоначального накопления», а представители среднего класса. Вот как историк формулирует последний вывод в целом для западноевропейской индустриализации:

«Почти все предприниматели начинали с маленького завода, который они построили сами или приобрели, и с такого же маленького числа работников. Они развивали свой бизнес за счёт собственных средств или займов со стороны маленького круга родственников, друзей или знакомых. Более того, они и не могли поступать по-другому, поскольку очень редко имели доступ к большим капиталам, принадлежавшим банкирам, купцам или крупным землевладельцам. Расширение или реновацию своего завода они должны были проводить за счёт собственной прибыли.
Самофинансирование было правилом на заре индустриализации. … И на втором её этапе самофинансирование позволяло крупным предприятиям расширяться за счёт мелких и менее прибыльных предприятий. В действительности даже тогда бизнесмены не вкладывали больших средств в виде промышленных инвестиций, и банковский сектор не удовлетворял нужды промышленности вплоть до 1850 года и после этого».

Такое же мнение высказал известный английский историк Кристофер Хилл со ссылкой на исследования процесса индустриализации Англии:

«Новая промышленность XVIII века создавалась медленно и мучительно самими основавшими её предпринимателями, лишь очень редко им в этом помогали местные провинциальные банки».

На первом этапе английской индустриализации, указывает историк, большинство предпринимателей составляли крестьяне, но были и представители других социальных групп — торговцев, землевладельцев, протестантских общин
Что касается капиталов, аккумулированных в ходе «первоначального накопления», то мнения ряда современных историков на их счет также не совпадают с мнением Маркса. Как пишет Хилл применительно к Англии, почти нет свидетельств того, что средства от «грабежа Индии», начавшегося в 1760-е гг., могли инвестироваться в промышленность: значительная их часть была потрачена на поддержание шикарного образа жизни колониальных набобов и на подкуп в целях приобретения для них политического иммунитета. Кроме того, вплоть до 1760-х годов Англия почти не прибегала к «колониальному грабежу» как «методу первоначального накопления», описанному Марксом. Все её колонии по существу ограничивались несколькими небольшими территориями в Центральной Америке и североамериканскими колониями, где преобладал не «колониальный грабеж», а освоение территории колонистами. Относительно малым было и её участие в мировой работорговле в сравнении с участием португальцев, голландцев и французов. Две свои первые крупные колонии в Африке — Сенегал и Горею — Англия отбила у Франции в ходе Семилетней войны (1756—1763 гг.), и лишь с этого момента началось по-настоящему масштабное её участие в работорговле. Между тем, ускорение промышленного роста в Англии началось в начале XVIII в., то есть за полвека до начала «колониального грабежа».
Не согласны многие современные историки и с тезисом Маркса о пауперизации населения в ходе английской индустриализации XVIII века. Например, они указывают на то, что средняя реальная заработная плата в Англии уже к 1721—1745 гг. выросла на 35 % по сравнению с серединой XVII в. и продолжала расти в последующем, в то время как за предыдущие полтора столетия она упала в 2 раза. Таким образом, процесс пауперизации населения в Англии в основном ограничился XVI—XVII веками, когда промышленность развивалась очень слабо.
Возражают многие историки и против тезиса о насильственном сгоне английских крестьян с их земли, указывая, что законы XVIII в. в какой-то мере защищали их интересы, и никто не мог насильно отобрать у них личный надел и выгнать из собственного дома. Вытеснение крестьян со своих участков производилось не в форме экспроприации или грабежа, а при помощи экономических методов. В деревне бурно развивались капиталистические хозяйства, создавая конкуренцию крестьянам-единоличникам, не имевшим возможности внедрять передовые методы земледелия. Поэтому крестьянам было выгоднее продать свою землю и превратиться в наёмных рабочих, уровень жизни которых был выше крестьянского, чем рисковать потерей всего имущества Это не означает, что крестьяне при этом не страдали, но эти страдания были связаны не с обнищанием или насилием, а с ломкой жизненных устоев и сменой образа жизни.

## Альтернативный взгляд на причины промышленной революции
В трудах ряда историков, к которым, наряду с Хиллом и Бержье, можно также причислить Чарльза Уилсона и Иммануила Валлерстайна, был выработан альтернативный взгляд на причины промышленной революции. В соответствии с их выводами, быстрая индустриализация Англии и ряда стран центральной Европы (Пруссия, немецкие княжества, Австрия, Швеция) в период с конца XVII в. по начало или середину XIX в. произошла вследствие нового экономического механизма, установившегося в этих странах после Тридцатилетней войны 1618—1648 гг., а в Англии — после Славной революции 1688 г. Центральным звеном этого механизма была система государственного меркантилизма (протекционизма). По мнению этих историков и вопреки утверждениям Маркса, протекционистская система была направлена не столько на обслуживание интересов крупного или торгового капитала, сколько в целом на развитие национальной промышленности и сельского хозяйства и на повышение занятости населения; именно она обеспечила развитие английской промышленности, несмотря на конкуренцию со стороны более сильной в то время голландской промышленности, а также обеспечила развитие промышленности Пруссии, Австрии и Швеции. Эта же причина обусловила Британскую аграрную революцию.
Ещё одним новым элементом, появившимся в указанный период, стала борьба с монополиями и обеспечение реальной свободы предпринимательства. Наконец, третьим новым элементом этого периода, на который указывают многие историки, явился общественный договор между бизнесом и обществом, гарантировавший, что они будут придерживаться определённого «кодекса чести» и не будут применять по отношению друг к другу экспроприацию, грабёж и прочие методы первоначального накопления или революционной экспроприации. Те же причины, согласно этому взгляду, объясняют и успех индустриализации США в XIX веке.
Таким образом, данный взгляд почти во всем противоречит теории первоначального накопления. Как отмечают его сторонники, и Германия, и США, и Австрия, и Англия в момент своего рывка в области индустриализации в XVIII—XIX вв. не занимались «ограблением колоний», а те страны, которые этим занимались (Испания, Португалия, Голландия, Франция), вопреки теории первоначального накопления, переживали затяжной кризис или упадок, и у них не происходило никакой промышленной революции, несмотря на огромные капиталы, накопленные в результате колониальной экспансии и работорговли. Описанное Марксом «ограбление народа», продолжавшееся во второй группе стран в течение XVIII—XIX вв., тоже не способствовало индустриализации, так как сокращало число потребителей, готовых платить за промышленные товары. И наоборот, бурному старту английской индустриализации способствовал начавшийся в XVIII веке рост заработной платы в Англии, а бурному старту американской индустриализации в XIX в. — высокий уровень заработной платы в США. Именно это и создало массовый потребительский спрос, необходимый для массового выпуска промышленных товаров и развития промышленности.

## Политическое значение теории и современность
Теория первоначального накопления в течение ста лет после выхода в свет «Капитала» Маркса являлась общепризнанной и считалась одной из теорий, объяснявших экономический рост. Некоторые её положения и сегодня пользуются популярностью среди экономистов и историков.
Возможно, немалую роль в этой популярности сыграл тот факт, что вплоть до последней трети XX в. она служила неплохим оправданием существования мировой колониальной системы. Если создание колоний, по Марксу, было необходимо для Промышленной революции и индустриализации Европы, то сохранение колониальной системы в последующем могло быть необходимо для обеспечения процесса накопления капитала в мировом масштабе, индустриализации стран за пределами Европы и, следовательно, для развития мировой цивилизации. В этой связи, возможно, не является простой случайностью тот факт, что критика данной теории со стороны целого ряда английских и французских историков и экономистов началась лишь в 1960—1970-е годы, после того как рухнули британская и французская колониальные империи.
Наряду с этим, теория Маркса могла служить в прошлом и служит до сих пор неплохим оправданием непопулярных мер, имеющих следствием падение уровня жизни населения, или мер, связанных с приватизацией. В России 1990-х годов идеологи либеральных рыночных реформ Егор Гайдар и Анатолий Чубайс выдвигали марксистскую теорию первоначального накопления в качестве одного из обоснований «шоковой терапии» и быстрой массовой приватизации, которые должны были создать, с одной стороны, рабочую силу, отделённую от имущества и средств производства, и с другой стороны, «класс капиталистов», располагающий крупными капиталами. И в глазах многих российских экономистов того времени, получивших углубленное марксистское образование, а также ряда западных экономистов, эти аргументы представлялись вполне обоснованными.
Ссылки на Маркса в связи с российской приватизацией можно встретить и сегодня. Например, экономист и социолог Фрэн Тонкисс замечает:

Приватизация как метод накопления с отбором собственности приобрела особо острую форму во время скупки российской промышленности (в том числе нефтяной) политическими олигархами и их ставленниками во время «шоковой терапии» после распада Советского Союза. Поистине, марксовская терминология «начального [примитивного] накопления» лучше характеризует этот грубый процесс, чем полированная «приватизация».

Ряд событий, происходивших в конце XX — начале XXI вв., не подтверждает теорию первоначального накопления. Так, в Китае не было признаков первоначального накопления: в частности, массового передела собственности и вообще массовой приватизации и падения уровня жизни населения, — и, тем не менее, была построена современная капиталистическая экономика и мощная промышленность. А в России на фоне «первоначального накопления» 1990-х гг. произошла частичная деиндустриализация, и, по словам президента России Д. А. Медведева, сложилась «примитивная сырьевая» и «неэффективная» экономика.